# Bulkeley (Schiff)
Die USS Bulkeley (DDG-84) ist ein Zerstörer der Arleigh-Burke-Klasse. Die United States Navy benannte das Schiff nach dem späteren Vizeadmiral John D. Bulkeley, der für seine Leistungen im Pazifikkrieg die Medal of Honor erhielt.

## Geschichte
DDG-84 wurde 1996 in Auftrag gegeben und im Mai 1999 bei Ingalls Shipbuilding auf Kiel gelegt. Nach knapp über einem Jahr reiner Bauzeit lief das Schiff im Juni 2000 vom Stapel und wurde getauft. Die Bulkeley wurde im Dezember 2001 nach der Endausrüstung und den Werfterprobungsfahrten offiziell in Dienst gestellt.
2004 führte das Schiff seinen ersten Einsatz im Persischen Golf im Rahmen der Operation Iraqi Freedom durch. Dabei operierte die Bulkeley an der Seite des Trägers George Washington. Im Juni 2006 begann die zweite Verlegung, diesmal als Teil der Kampfgruppe um die Iwo Jima. Anfang 2008 begann der Zerstörer eine Fahrt ins Mittelmeer und den Nahen Osten, diesmal an der Seite der Nassau. Im Januar 2011 verlegte die Bulkeley an der Seite der Enterprise in europäische Gewässer und weiter in den Indischen Ozean, wo die Gruppe zur Freihaltung der Seewege eingesetzt wurde.
Im August 2022 verlegte das Schiff von seinem bisherigen Heimathafen Norfolk auf seine neue Basis Rota.
Am 1. Oktober 2024 war das Schiff an der Verteidigung Israels gegen Raketenangriffe aus Iran im Einsatz.